# George Herd
George Herd (Lanark, 6 maggio 1936 – Lanark, 5 agosto 2024) è stato un calciatore e allenatore di calcio scozzese, di ruolo attaccante.

## Carriera

### Calciatore

#### Club
George Herd iniziò la carriera nell'Inverness Thistle, notato dal club durante il suo soggiorno a Inverness per il servizio militare.
Nel 1956 venne ingaggiato dal Queen's Park, con cui esordì nel massimo campionato scozzese, ottenendo il tredicesimo posto nella Scottish Division One 1956-1957. La buona stagione con il club di Glasgow lo fece notare e ingaggiare il 4 maggio 1957 dal Clyde. Con i Bully Wee militò fino al 1961, vincendo la Scottish Cup 1957-1958, la Glasgow Cup 1959 e ottenendo il quarto posto nella stagione 1957-1958. La militanza nel Clyde terminò poi nel maggio 1961 quando venne acquistato dagli inglesi del Sunderland per £42.500. In totale Herd per il Clyde giocò 171 incontri segnando 32 reti.
Trasferitosi in Inghilterra, ottenne con i Black Cats la promozione in massima serie grazie al secondo posto nella Second Division 1963-1964.
Nell'estate 1967 con il Sunderland disputò il campionato nordamericano organizzato dalla United Soccer Association: accadde infatti che tale campionato fu disputato da formazioni europee e sudamericane per conto delle franchigie ufficialmente iscritte al campionato, che per ragioni di tempo non riuscirono ad allestire le proprie squadre. Il Sunderland rappresentò i Vancouver Royal Canadians, che conclusero la Western Division al quinto posto finale.
Lasciato il Sunderland nel 1969, nel 1970 si accasò all'Hartlepool Utd, club nel quale chiuse la carriera agonistica entrando poi a far parte dello staff.

#### Nazionale
Nel 1964 giocò due incontri amichevoli, segnando una rete, con la maglia della nazionale Under-23 di calcio della Scozia. Tra il 1958 e il 1960 disputò cinque incontri, segnando una rete, con la nazionale maggiore.

##### Cronologia presenze e reti in Nazionale
| Cronologia completa delle presenze e delle reti in nazionale ― Scozia | Cronologia completa delle presenze e delle reti in nazionale ― Scozia | Cronologia completa delle presenze e delle reti in nazionale ― Scozia | Cronologia completa delle presenze e delle reti in nazionale ― Scozia | Cronologia completa delle presenze e delle reti in nazionale ― Scozia | Cronologia completa delle presenze e delle reti in nazionale ― Scozia | Cronologia completa delle presenze e delle reti in nazionale ― Scozia | Cronologia completa delle presenze e delle reti in nazionale ― Scozia |
| Data                                                                  | Città                                                                 | In casa                                                               | Risultato                                                             | Ospiti                                                                | Competizione                                                          | Reti                                                                  | Note                                                                  |
| --------------------------------------------------------------------- | --------------------------------------------------------------------- | --------------------------------------------------------------------- | --------------------------------------------------------------------- | --------------------------------------------------------------------- | --------------------------------------------------------------------- | --------------------------------------------------------------------- | --------------------------------------------------------------------- |
| 19-4-1958                                                             | Glasgow                                                               | Scozia                                                                | 0 – 4                                                                 | Inghilterra                                                           | Torneo Interbritannico 1958                                           | -                                                                     |                                                                       |
| 5-6-1960                                                              | Budapest                                                              | Ungheria                                                              | 3 – 3                                                                 | Scozia                                                                | Amichevole                                                            | 1                                                                     |                                                                       |
| 8-6-1960                                                              | Ankara                                                                | Turchia                                                               | 4 – 2                                                                 | Scozia                                                                | Amichevole                                                            | -                                                                     |                                                                       |
| 22-10-1960                                                            | Wrexham                                                               | Galles                                                                | 2 – 0                                                                 | Scozia                                                                | Torneo Interbritannico 1961                                           | -                                                                     |                                                                       |
| 9-11-1960                                                             | Glasgow                                                               | Scozia                                                                | 5 – 2                                                                 | Irlanda del Nord                                                      | Torneo Interbritannico 1961                                           | -                                                                     |                                                                       |
| Totale                                                                |                                                                       | Presenze                                                              | 5                                                                     |                                                                       | Reti                                                                  | 1                                                                     |                                                                       |

### Allenatore
Dopo una prima esperienza con l'Hartlepool Utd, entrò successivamente a far parte degli staff del Sunderland, Newcastle Utd e Darlington. All'inizio degli anni '80 allenò il Queen of the South con cui, grazie al secondo posto conquistato nella Scottish Second Division 1980-1981, ottenne la promozione in cadetteria.